# Jo Glahé
Jo Glahé (* 3. November 1925 in Büren; † 23. Juli 2018 in Köln; Josef Glahé, auch Glahe) war ein expressionistischer deutscher Maler, Graphiker und Unternehmer. Thematisch setzte er sich insbesondere mit der NS-Zeit und dem Zweiten Weltkrieg auseinander.

## Leben
Glahé wurde 1925 im westfälischen Büren geboren, wo er auch aufwuchs. Auf dem Weg zur Erfüllung seines Jugendtraumes Künstler zu werden, absolvierte Glahé nach dem Schulbesuch zunächst eine Maler-Ausbildung, um sich mit den handwerklichen Grundlagen des Malens vertraut zu machen und um seinen Lebensunterhalt für seine ersten künstlerischen Projekte finanzieren zu können. In seiner Jugend wurde Glahé früh durch die Verbrechen des Nationalsozialismus geprägt und erschüttert. Als 13-Jähriger erlebte er bei der Reichskristallnacht die Zerstörung der Bürener Synagoge und wurde Zeuge der Zustände im nahegelegenen KZ Niederhagen, in dem er als Maler-Lehrling einen Arbeitsauftrag zu erledigen hatte. 1943 wurde er in die Wehrmacht eingezogen und kämpfte als Soldat an der Ostfront. Von Dezember 1944 bis Februar 1945 wurde seine Einheit von der Roten Armee bei der Kesselschlacht von Budapest umzingelt. Glahé überlebte verwundet und geriet in sowjetische Gefangenschaft, aus der er jedoch fliehen konnte. Glahé erkrankte im Anschluss schwer, sodass er zeitlebens gesundheitlich durch die Folgen des Krieges beeinträchtigt war. Dennoch gelang ihm die Monate währende Flucht von Ungarn in seinen Heimatort, in dem er im September 1945 – lange tot geglaubt – wieder eintraf.
Nach dem Krieg studierte Glahé Architektur, Malerei und Graphik in Paderborn, Dortmund und Düsseldorf, unter anderem bei Kurt Matern und Hans Tombrock. 1947 eröffnete Glahé sein erstes graphisches Atelier in Büren, wo er zunächst als Werbe-Graphiker tätig war und sich zudem als freischaffender Künstler betätigte. In dieser Zeit, die vor allem durch die künstlerische Auseinandersetzung mit dem Nationalsozialismus und seinen eigenen Kriegserfahrungen geprägt war, entstand Glahés Hauptwerk, der „Wewelsburg-Zyklus“.
Glahé wandte sich schließlich verstärkt der Wirtschaft zu und gründete 1951 in Köln eine internationale Werbe- und Beratungsagentur, sowie ein Messe-Unternehmen mit Dependancen in Chicago, Beirut und Moskau. Er entwarf als Innenarchitekt Messestände, designte Werbegraphiken und beriet Unternehmen in Werbe-Fragen. Glahé zählte zu den wenigen westdeutschen Messeveranstaltern, die auf dem sowjetischen Markt zugelassen waren. Zu seinen Kunden gehörten unter anderem Siemens, AEG und Bayer. Er verstarb 2018 in Köln.

## „Wewelsburg-Zyklus“

### Hintergrund
Als Hauptwerk Glahés gilt der „Wewelsburg-Zyklus“. Es handelt sich hierbei um einen zehn großformatige Gemälde umfassenden Bildzyklus, der sich mit den nationalsozialistischen Verbrechen und dem Zweiten Weltkrieg am historischen Erinnerungsort der Wewelsburg bei Büren auseinandersetzt. Die Wewelsburg ist der ehemalige im 17. Jahrhundert errichtete Sitz des Paderborner Fürstbischofs. Ab 1933 diente die Wewelsburg der SS als Kultzentrum, das Heinrich Himmler in großem Stil von KZ-Häftlingen des unweit gelegenen KZ Niederhagen ausbauen ließ. 1945 ließ Himmler Teile der Wewelsburg sprengen.
1949 sollte auf Veranlassung des ehemaligen Bürener Landrates Alois Vogels eine Gedenkstätte eingerichtet werden. Der zu diesem Zweck gegründete „Verein zur Erhaltung der Wewelsburg“ übertrug die unbezahlte künstlerische Ausgestaltung dem damals gerade einmal 23-jährigen Jo Glahé. Von der Presse und Öffentlichkeit wurde Glahés Arbeit intensiv mitverfolgt, wenngleich die Einrichtung der Gedenkstätte so kurz nach dem Ende der NS-Zeit umstritten war.

### Stil und Aussage
Glahés Bilderzyklus umfasst zehn Gemälde im Format 120 × 200 cm, die in Paaren von je zwei Bilden zueinander in Bezug stehen. Die Bilder waren im Original kreisförmig angeordnet und waren in der sogenannten „Gruft“ der Wewelsburg ausgestellt, einem von KZ-Häftlingen erbauten, runden Kultraum der SS. Auf diese Weise sollte die nationalsozialistische Architektur in Kontrast zu dem in Glahés Bildern dargestelltem, durch den Nationalsozialismus verursachtem Leid gesetzt werden. Glahés Werke thematisieren die Reichskristallnacht und den (Bomben-)Krieg; die Zerstörung von Kultur und Menschlichkeit, Flucht und Vertreibung und den Holocaust. Glahé wollte in seinen Werken jedoch auch über den konkreten Bezug zur NS-Zeit hinausgehen und grundsätzliche und überzeitliche Kritik üben an Intoleranz, Rassismus und Nationalismus.
Stilistisch ist der Wewelsburg-Zyklus an den deutschen Vorkriegsrealismus Karl Hofers, Otto Pankoks oder Hans Purmanns angelehnt, jedoch in expressionistisch verfremdeter Weise. In Glahés Gemälden dominieren kubistische Formen sowie teils starke Farbgebung. Der Künstler griff bei der Wahl seiner Malweise bewusst auf eine von den Nationalsozialisten als „entartet“ verfolgte Kunstrichtung zurück.
Ikonographisch experimentiert der Künstler einerseits mit klassischen religiösen Formen und Motiven (vgl. das Gemälde „Flüchtlinge“ und der Bezug zur „Schutzmantelmadonna“). Andererseits durchbricht der Maler in einigen der Bilder genau diese Ikonographie, so im Gemälde „Sterben“, wo Abstraktion und zerstörte Räumlichkeit überwiegen.

### Rezeption
Der Bilderzyklus wurde im Juni 1950 bei der feierlichen Eröffnung der in der Wewelsburg eingerichteten Jugendherberge und des dort untergebrachten Heimatmuseums der Öffentlichkeit vorgestellt. Das Verhältnis zwischen Künstler und Öffentlichkeit war dabei von Anfang an konfliktgeladen. Während die Werke Glahés von der Kritik positiv besprochen wurden, sah die örtliche Bevölkerung in den Gemälden sowohl ihrer Form als auch ihres Inhaltes wegen eine Provokation. Bei der Eröffnungsveranstaltung wurde dem Bezug zum KZ und zur NS-Zeit bewusst wenig Raum eingeräumt, nicht einmal der Künstler wurde eingeladen oder namentlich erwähnt. Bereits drei Tage nach der Feierlichkeit wurde eines der Gemälde Glahés, das Bild „Hunger“, wieder abgehängt, da es das „Schamempfinden“ der Besucher aufgrund der Nacktheit der dargestellten Figuren verletze. Der Trägerverein der Wewelsburg forderte von der katholischen Kirche, so u. a. von Pater Heinrich Bacht SJ, ein moraltheologisches Gutachten über die Frage der Anstößigkeit des Bildes. Zudem gab es einen Konflikt zwischen Glahé und dem Verein über die Beschriftung seiner Gemälde, da die vom Verein angebrachten Namensgebungen die Bildaussagen für Glahés Empfinden zu sehr einschränkten und ausschließlich auf eine abstrakte Erinnerung an den Nationalsozialismus reduzierten, statt auf die grundsätzlichen Gefahren von Machtmissbrauch, Rassismus und Gewalt und die stete Möglichkeit ihrer Wiederholung hinzuweisen.
Unter diesen Bedingungen hatte Glahés Bilderzyklus einen schweren Stand. Es war nicht nur von seiner Darstellungsweise eine zu große Herausforderung für die Sehgewohnheiten der lokalen Bevölkerung, auch die sehr frühe und innovative Form des Mahnmals führte in der von der „Schlussstrich-Mentalität“ geprägten Nachkriegsgesellschaft zu Ablehnung. Das Mahnmal wurde als „Fremdkörper“ in der als Jugendherberge und Heimatmuseum genutzten Wewelsburg empfunden. Bürener Honoratioren rieten gar vom Besuch der Gedenkstätte ab, der Zugang zum Mahnmal war ohnehin nur halbjährig im Sommer auf Anfrage hin möglich, Führungen gab es keine. In den folgenden Jahren wurden die Gemälde Glahés zunehmend vergessen, konservatorisch schlecht eingelagert und unsachgemäß ausgebessert, sodass die Bilder stark beschädigt wurden. 1977 entdeckte ein Fernseh-Team des Hessischen Rundfunks beim Dreh einer Dokumentation über die Wewelsburg die Bilder in einer Abstellkammer wieder. Erst 1982 wurden die Gemälde in unrestauriertem Zustand in das Magazin des Kreismuseums eingelagert. Bis zu diesem Zeitpunkt stellten sie das einzige Mahnmal über die SS-Herrschaft in der Wewelsburg dar. Erst 1999, 50 Jahre nach der Eröffnung des Mahnmals, wurde der in Teilen restaurierte Zyklus im Kreismuseum Büren wieder ausgestellt. Es folgte im Jahr 2000 eine Ausstellung im Staatsarchiv Detmold. Inzwischen sind die Gemälde aufwendig restauriert worden und können in der Wewelsburg wieder öffentlich besichtigt werden.